# Otto Erdmann (peintre)
Pour les articles homonymes, voir Erdmann.
Otto Wilhelm Eduard Erdmann (Leipzig 1834 - Düsseldorf 1905) est un peintre saxon réputé pour ses scènes d'intérieur avec des personnages du XVIIIe siècle.
L'artiste a réalisé des estampes à partir de 1870 pour L'Illustration européenne, Journal international de la famille.
On trouve des œuvres d'Erdmann dans les musées de Cologne, Düsseldorf et Leipzig.

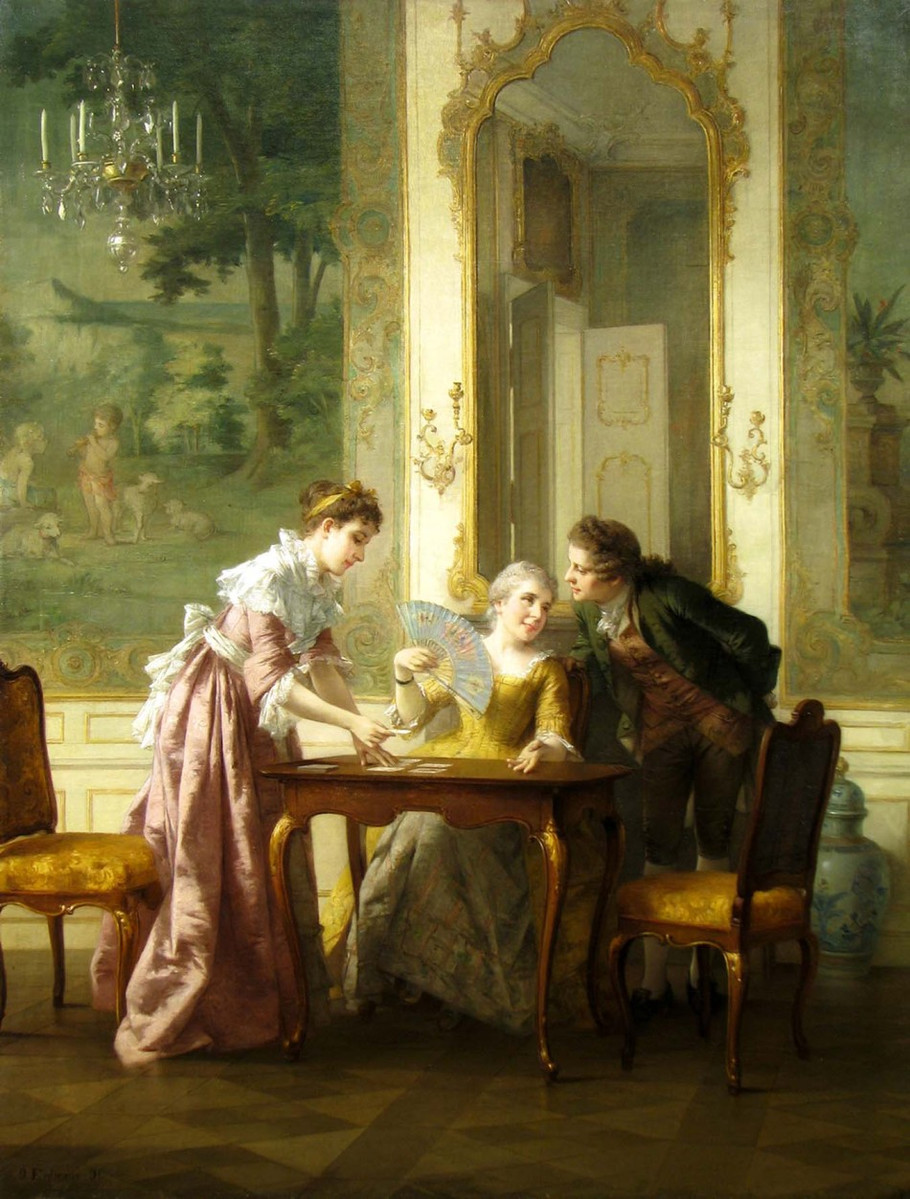
La Partie de cartes
Huile sur toile, 78cm x 60cm
Collection L’Égide Antiques

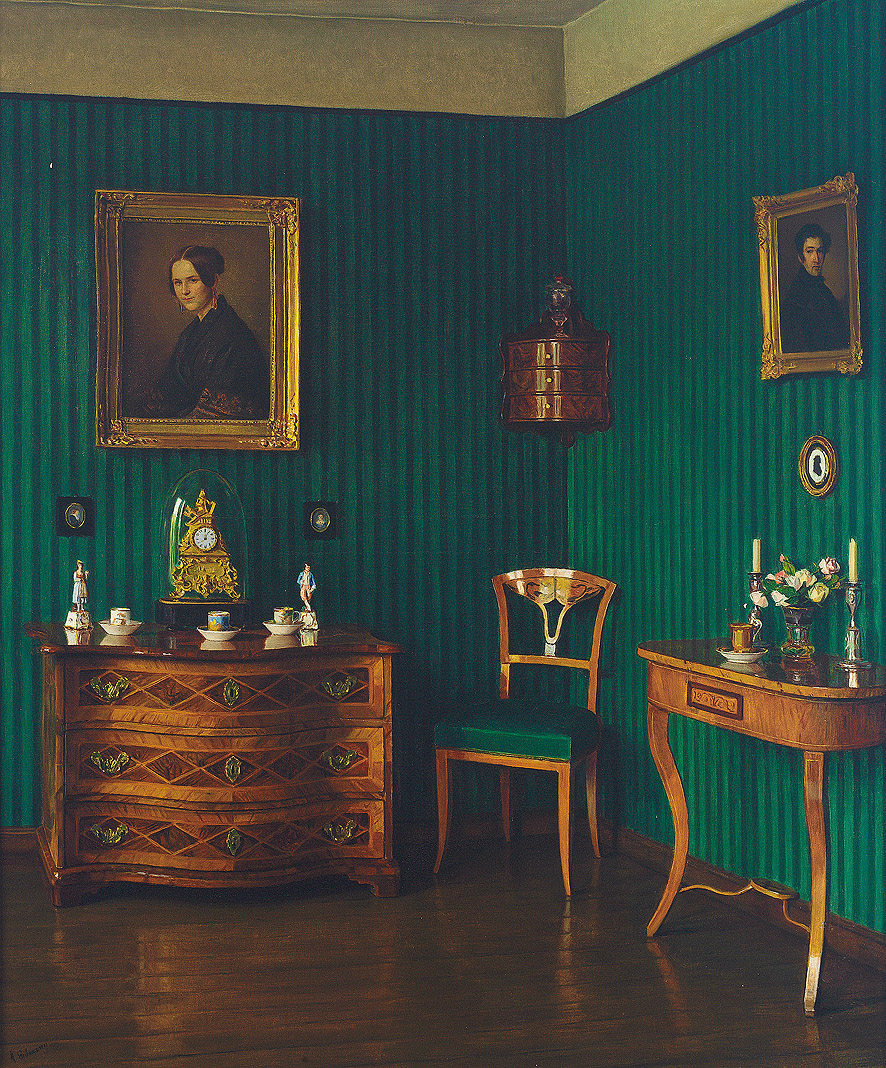
Salon Biedermeier